# Tata Institute of Fundamental Research

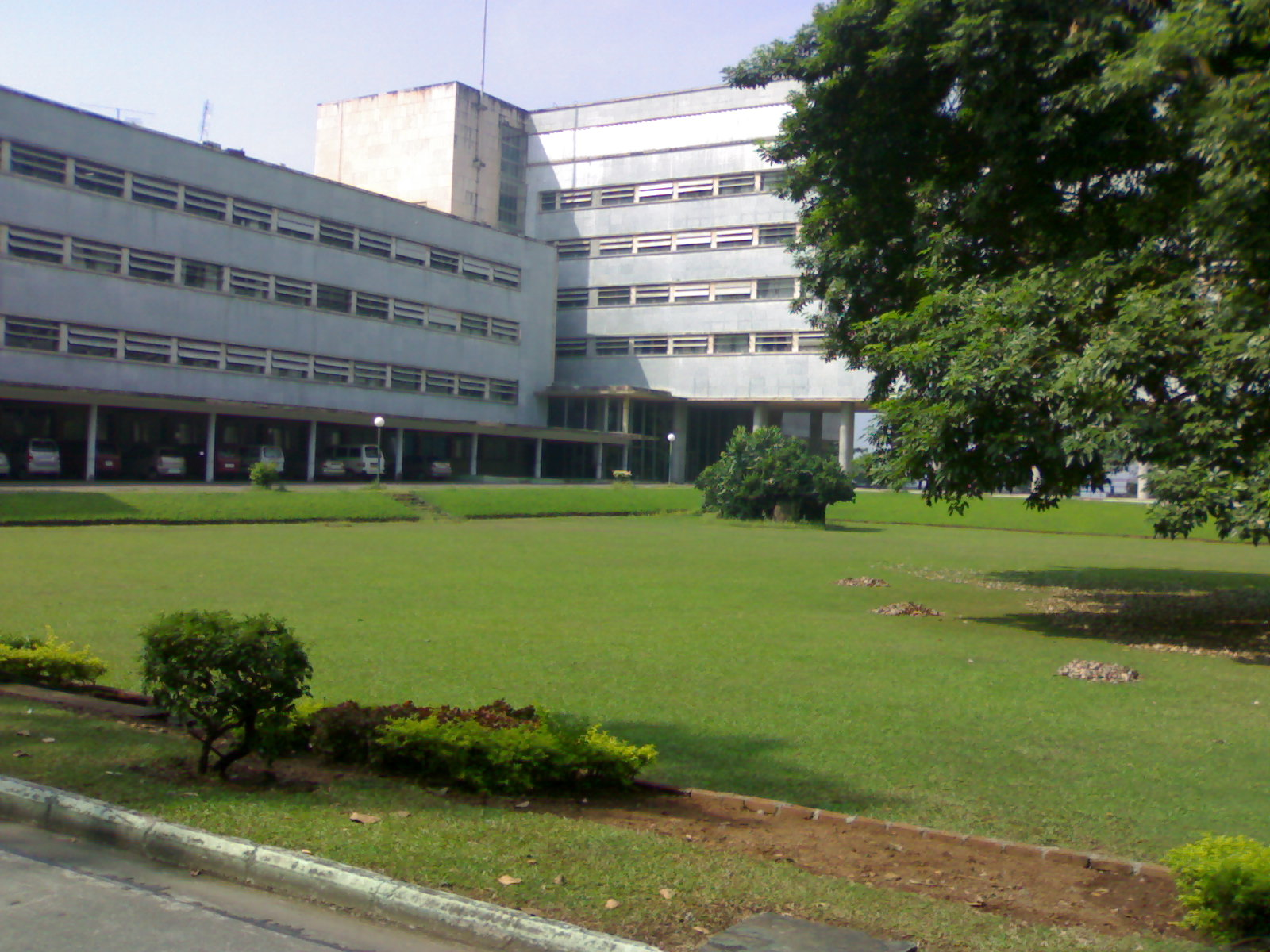
TIFR:s huvudcampus, Bombay

Tata Institute of Fundamental Research (TIFR) är en indisk institution som erbjuder forskarutbildning, belägen i Navy Nagar Colaba, Bombay. Det är en självständig institution inom ramen för Department of Atomic Energy, under indiska staten. De viktigaste akademiska disciplinerna som studeras vid institutet är naturvetenskap, matematik och teoretisk datavetenskap. Det anses vara ett av Indiens mest framstående forskningscentra. TIFR har en forskarutbildning som leder till en doktorsexamen i alla huvudämnesområden. Antagning till forskarutbildningen erhålls efter en avlagd skriftlig tentamen följd av intervjuer.